# Chyi Yu
Chyi Yu (chinois simplifié : 齐豫 ; chinois traditionnel : 齊豫 ; pinyin : qí yù) est une chanteuse taïwanaise, née le 17 octobre 1957 à Taichung, en République de Chine (Taïwan).
Elle est principalement connue pour son interprétation de Gǎnlǎnshù (橄榄树, gǎnlǎnshù, « Olivier »), dont les paroles ont été écrites par Sanmao et la musique composée par Li Tai-hsiang (en) (李泰祥).
Elle a également interprété la chanson C'est la vie (dont le titre est le seul terme en français, le reste étant en anglais), de Lake G. Sinfield.